# Fort Bend County
Fort Bend County je okres ve státě Texas v USA. K roku 2010 zde žilo 585 375 obyvatel. Správním městem okresu je Richmond, největším pak Sugar Land. Celková rozloha okresu činí 2 295 km².